# Antisystémová strana
Antisystémová strana je politickou stranou, která stojí v opozici vůči vládnoucímu systému a chce daný systém změnit, nebo zničit. Tento typ strany se může vymezovat proti jakémukoliv systému, tedy nejen demokratickému, byť je tento termín často spojován s fašismem či komunismem. Pojem antisystémové strany je také hojně spojován s populismem. Antisystémovou stranu lze klasifikovat jako narušitele aktuální státní politické ideologie. V širším pojetí negace podle Sartriho zahrnuje rozsáhlé spektrum různých postojů „od ,odcizení‘ a celkového odmítání až po ,protest‘.
Pojem antisystémová strana bývá zneužíván k označení politických oponentů, prosazujících jinou politiku. Mohou jimi být opoziční i vládní strany. V takovém pojetí se autor považuje za součást systému a své politické oponenty se ze systému značí psychologicky vyčlenit.
Za autora pojmu lze považovat politologa Giovanni Sartoriho, který jej zavedl ve své klasické práci Strany a stranické systémy (1976), ačkoliv pojem byl dle Hanse Daaldera užíván již na začátku 60. let 20. století.

## Příklady stran
V Evropské unii lze mezi antisystémové strany zařadit například řeckou SYRIZU, španělskou Podemos, italské Hnutí pěti hvězd, či německou Die Linke. Častým důvodem existence a vzniku antisystémových stran v EU je:
- nesouhlas s omezováním rozhodování jednotlivých států v rámci EU
- vytvoření politického protipólu
- získávání rozhodovací moci a utváření koalic s ideově blízkými stranami.

V rámci České republiky uvedl Bohumil Doležal v roce 2017 jako antisystémové strany hnutí ANO, Piráty a SPD. Jeho stanovisko však není nestranné, neboť je Bohumil Doležal znám právě silnou podporou politckého protikladu těchto stran, a to podporou později vzniklé koalice SPOLU (ODS, TOP 09, KDU-ČSL). Dalším příkladem v ČR může být také tradiční levicová KSČM.